# Masdevallia campyloglossa
Masdevallia campyloglossa es una especie de orquídea epífita originaria del oeste de Sudamérica.

## Descripción
Es una orquídea de pequeño tamaño que prefiere el clima cálido al frío, es de hábitos epífitas, con ramicaules erectos de color negruzco envueltos basalmente por 2-3 vainas sueltas, tubular que llevan una sola hoja, apical, erecta, coriácea , estrechamente elíptica, aguda a subaguda que se estrecha gradualmente. Florece en el otoño y la primavera en una inflorescencia delgada, suberecta, ascendente o colgante, de color púrpura manchada.

## Distribución y hábitat
Se encuentra en Colombia, Ecuador y Perú en altitudes de 1500 a 2800 metros.

## Sinonimia
- Byrsella campyloglossa (Rchb.f.) Luer 2006
- Masdevallia campyloglossa subsp. ortegesiana (Rolfe) Luer 1988
- Masdevallia dermatantha Kraenzl. 1921
- Masdevallia fertilis Kraenzl. 1925
- Masdevallia heterotepala Rchb. f. 1886
- Masdevallia ortgiesiana Rchb. f. ex Kraenzl. 1925
- Masdevallia sarcophylla Kraenzl. 1925[1][2]